# Vědecko-výzkumné pracoviště AVU
Vědecko–výzkumné pracoviště Akademie výtvarných umění v Praze (VVP AVU) je centrem základního vědeckého výzkumu, zpracování pramenné dokumentace, kritického zhodnocení a reinterpretace českého výtvarného umění po roce 1945 až do současnosti, se zaměřením na interdisciplinární přesahy.
Bylo založeno v roce 1997 díky podpoře MŠMT ČR na posílení vědy a výzkumu na vysokých školách. Od svého vzniku provádí komplexně vedený vědecký výzkum českého poválečného a současného umění, zaměřený zejména na základní prameny, jejich shromažďování a následnou kritickou analýzu. Cílem VVP AVU je přispět nejen k rozvoji poznání lokálního vývoje dějin výtvarného umění, ale také k jeho uvedení do širších mezinárodních souvislostí.
Kontinuálně na VVP AVU vzniká dokumentační centrum s archivem textového a vizuálního materiálu. On–line přístupná je bibliobáze – databáze bibliografických údajů k českému umění a projekt i-datum - databáze současného umění.

## Výzkum
- Moderní a postmoderní umění po roce 1945 (1999–2004) MSM 520000002
- České umění v období post-socialistické transformace (1980–2005) (2007–2011) MSM6046144601
- České umění 80.–90. let – reflexe a dokumentace (2007–2011) DD07P03OUK001[nedostupný zdroj]

## Databáze
- bibliobáze - databáze bibliografických údajů k českému umění obsahuje anotované záznamy o knihách, katalozích, výstavách, článcích, sbornících i nepublikovaných textech týkajících se českého moderního a současného s interdisciplinárními přesahy.
- i-datum - databáze současného umění, která prostředkuje elementární údaje českého umění od 80. do současnosti a slouží jako paralelní platforma výzkumu VVP AVU; zapojeno do projektu european-ART.NET.

## Publikační činnost

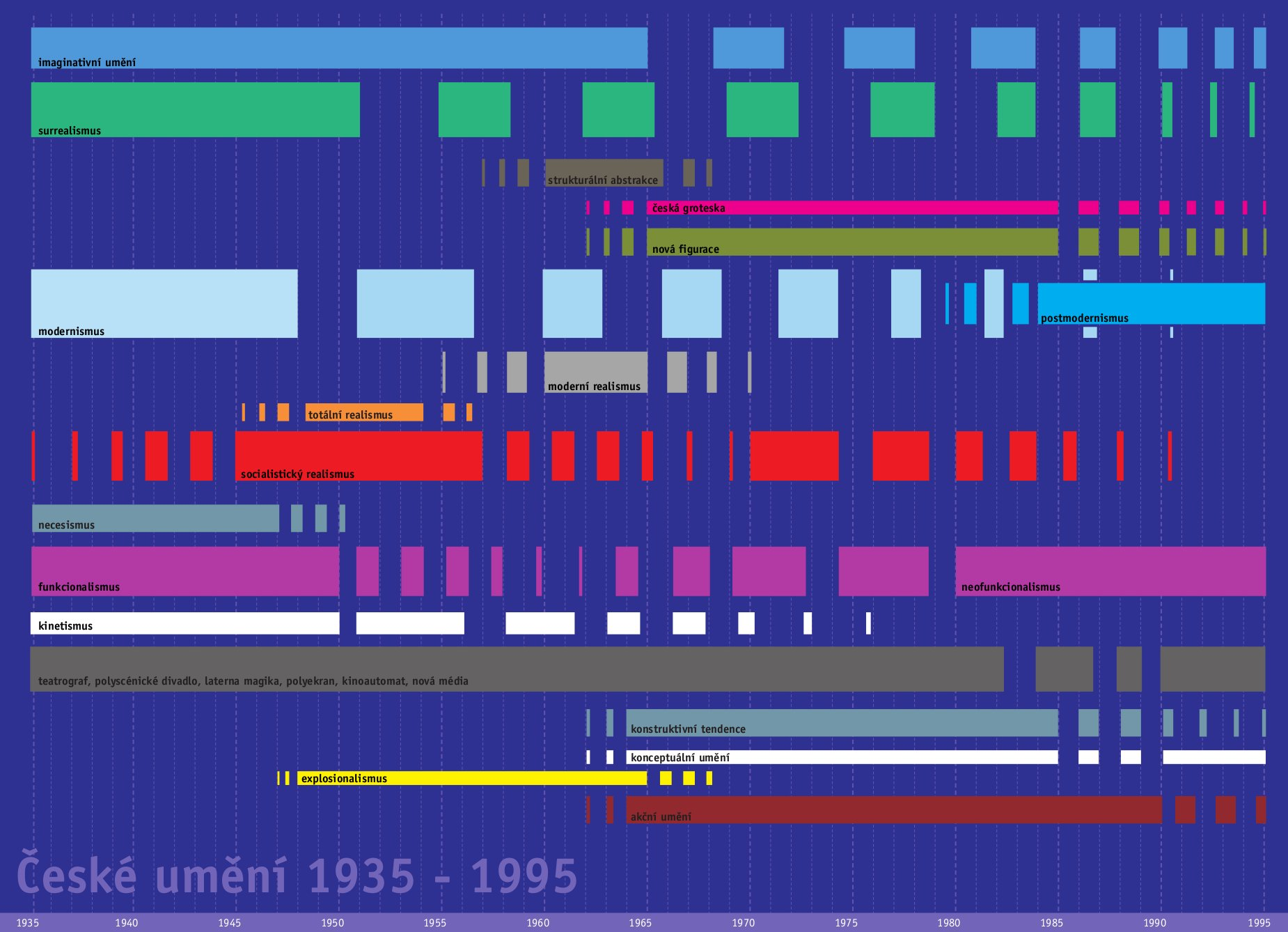
Schéma české umění 1935-1995

Metody a výsledky vědecké práce jsou zveřejňovány především v podobě teoreticko–textových materiálů vztahujících se k dějinám českého moderního a současného umění. K hlavním výstupům patří především souborná antologie textů České umění 1938-1989 / programy, kritické texty, dokumenty (Academia Praha 2001), v návaznosti vznikl i cizojazyčný výběr Utopien & Konflikte. Dokumente und Manifeste zur Tschechischen Kunst 1938-1989 (Hatje Cantz Archivováno 19. 10. 2007 na Wayback Machine. 2007).
K těmto publikacím bylo vytvořeno i grafické schéma českého umění tohoto období:
VVP AVU vydává periodikum Sešit pro umění, teorii a příbuzné zóny
Další publikace viz zde Archivováno 19. 3. 2008 na Wayback Machine..

## Mezinárodní spolupráce
- vektor.at – projekt evropských archivů současného umění
- gravitation.at – mezioborové fórum s tématem „gravitace / beztíže“
- european-ART.NET – největší evropský datapool současného umění